# Zalew Kamieński
Koordinaten: 53° 59′ 25″ N, 14° 44′ 55″ O
Der Zalew Kamieński (deutsch Camminer Bodden) ist eine Lagune der in die Ostsee mündenden Dziwna (dt. Dievenow), des östlichen Mündungsarms der Oder. Er liegt in der polnischen Woiwodschaft Westpommern.
Er wird im Süden begrenzt durch die Insel Wyspa Chrząszczewska (dt. Gristow), im Westen und Nordwesten durch die Insel Wolin (dt. Wollin) und im Osten und Nordosten durch das pommersche Festland. Nebenbuchten sind die Zatoka Wrzosowska (dt. Fritzower See), die Karpinka (dt. Der Carpin) und die Promna (dt. Die Fähre). Zuflüsse sind neben der Dziwna der Świniec  (dt. Schwenzer Bach) und die Lewińska Struga (dt. Lauenscher Bach). Die größte Stadt am Bodden ist Kamień Pomorski (dt. Cammin).
Das im Jahr 2011 eingerichtete  125 km² große Vogelschutzgebiet „Zalew Kamieński i Dziwna“ umfasst neben dem Zalew Kamieński und der Dziwna auch den Jezioro Koprowo (dt. Coperow-See).